# Anna Kłodzińska
Anna Kłodzińska, ps. „Stanisław Załęski” (ur. 25 listopada 1915, zm. 2 stycznia 2008) – dziennikarka „Życia Warszawy” i autorka kryminałów milicyjnych.

## Życiorys
W „Życiu Warszawy” prowadziła między innymi kronikę kryminalną. Pisała utwory literackie obejmujące różną problematykę. Popularność przyniósł jej cykl powieści o milicjantach, których głównym bohaterem był porucznik Szczęsny. Debiutowała w roku 1953 książką o przemyśle cynkowym Ziemia srebrzy się cynkiem. Pozycje z lat 1965–1973 ukazywały się w Spółdzielni Wydawniczej „Czytelnik” (seria „Z jamnikiem”) pozostałe w Wydawnictwie MON (seria Labirynt). Pisała także pod pseudonimami: Stanisław Załęski i Stanisław Mierzański.

## Twórczość

### Książki
- Ziemia srebrzy się cynkiem (1953) – opowieść o przemyśle cynkowym na przestrzeni wieków.
- Opowieść o Henryku Kowolu (1954) – w serii Biblioteka Przodowników Pracy
- Śledztwo prowadzi porucznik Szczęsny (1957)[4]
- Złota bransoleta (1958)[5]
- Srebrzysta śmierć (1959)[6]
- Dwa włosy blond (1960)[7]
- Przegrana stawka (1961)[8] wcześniej jako Zaprzysiężeni złu (1961) w: Ilustrowany Kurier Polski.
- Kim jesteś Czarny? (1963)[9] – pod pseudonimem Stanisław Mierzański
- Błękitne okulary (1965)[10]
- Jedwabny krawat (1966)[11]
- Nie bój się nocy (1968)[12]
- Świetlista igła (1969)[13]
- Potem przychodzi ktoś inny (1970)[14]
- Pokolenie dłużników (1972)[15] – powieść społeczna.
- Nocny gość (1972)[16]
- Wrak (1973)[17]
- Czy pan pamięta, inżynierze (1973)[18]
- Taniec szkieletów (1977)[19]
- Trzeci gang (1978)[20]
- Szukam tego człowieka (1979)[21]
- Dzieci milionerów (1980)[22]
- Złocisty przegrywa (1980)[23]
- Grzęzawisko (1981)[24]
- W pogardzie prawa (1983)[25]
- Malwina przegrała milion (1984)[26]
- Zdrajca (1984)[27]
- Nietoperze (1985)[28]
- Trzy ciosy sztyletem (1986)[29]
- Sygnały śmierci (1988)[30]
- Za progiem mroku (1988)[31]
- Śmierć za karę (1990)[32]
- Zemsta „Wilka” (1990)[33]
- Wynajęty morderca (1991) – pod pseudonimem Stanisław Załęski[34].

### Komiksy
- Kapitan Żbik:
  - Kryształowe okruchy (wspólnie z J. Tomaszewskim i Zbigniewem Sobalą)[35]

### Pozycje drukowane w gazetach
- Skradziona biżuteria (1957) w: „Przygoda”[36]
- Malwersanci (1961) w: „Ilustrowany Kurier Polski”[37]
- Nienawiść (1961) w: „Kurier Polski”.
- Tajemniczy pasażer (1961) w: „Kurier Polski”.
- Jak śmierć jest cicha... (1962) w: „Ilustrowany Kurier Polski”[38]
- Zaułki (1964) w: „Ilustrowany Kurier Polski”, Kurier Polski[39].
- Królowa Nocy (1971) w: Dziennik Zachodni[40]

Wszystkie „gazetowce” Anny Kłodzińskiej doczekały się wydania książkowego w „Serii z Warszawą” wydawnictwa Wielki Sen.

## Ekranizacje
- Morderca działa nocą (1984) w odc. 17 serialu 07 zgłoś się.
- Złocisty (1987) w odc. 20 serialu 07 zgłoś się.